# 댄빌 대셔스
| 댄빌 대셔스     |                           |
| 설립연도        | 2011년                    |
| 해체연도        |                           |
| 역사            | 댄빌 대셔스 (2011년~현재) |
| 경기장          | 데이비드 S. 파머 아레나   |
| 연고지          | 일리노이주 댄빌           |
| 상징색          | 검정, 오렌지, 하양        |
| 구단주          | 베리 소스킨               |
| 단장            | -                         |
| 감독            | 스티븐 해리슨             |
| 정규시즌 우승   | -                         |
| 플레이오프 우승 | -                         |
| 영구 결번       | -                         |

댄빌 대셔스(Danville Dashers)는 미국 일리노이주 댄빌을 연고지로 하는 FHL 소속 아이스 하키팀이다.

## 역대 홈경기장
| 경기장                  | 사용기간    | 수용인원 | 장소            | 비고 |
| ----------------------- | ----------- | -------- | --------------- | ---- |
| 댄빌 대셔스             |             |          |                 |      |
| 데이비드 S. 파머 아레나 | 2011년~현재 | 2,350명  | 일리노이주 댄빌 | 빈칸 |